# HaFraBa

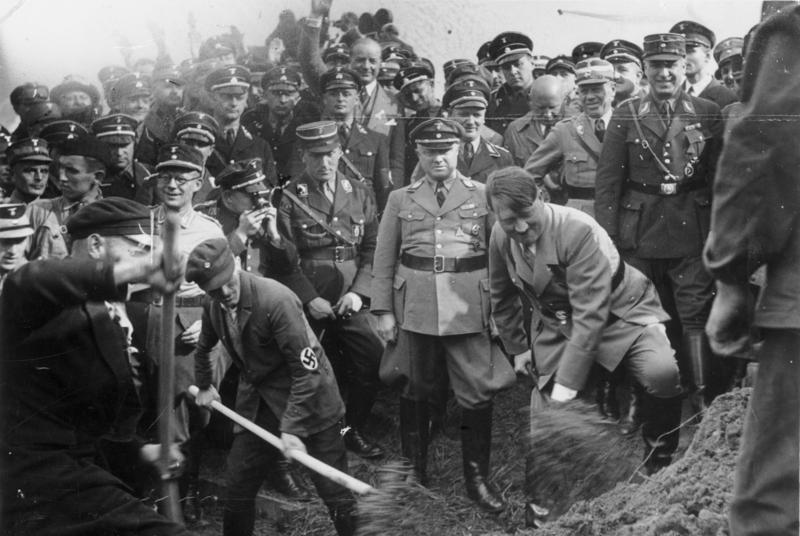
Adolf Hitler le 23 septembre 1933 lors du premier coup de pioche pour la construction de l'autoroute du Reich sur la ligne Francfort/Main - Darmstadt-Mannheim.

Le terme HaFraBa est l'acronyme désignant un ensemble de deux autoroutes allemandes nord-sud de l'Allemagne et appelées ainsi d'après l'assiciation planificatrice "Verein zur Vorbereitung der Autostrecke Hansestädte-Frankfurt-Basel". Elles relient les villes Hambourg et Bâle en passant par Francfort-sur-le-Main, mais le "Ha" initialement
l'abréviation de Hambourg, est devenu celui de "Hansestädte", villes hanséatiques, lorsque le projet a été élargi aux villes de Brême et Lubeck.

## Parcours
- la part de l' entre Hambourg et Hattenbach en Hesse
- l'intégralité de l' de Hattenbach via Francfort à Bâle

## Histoire
Ces deux autoroutes sont le plus ancien projet autoroutier d'importance d'Allemagne. En effet, dès le 6 novembre 1926 est projeté une liaison autoroutière desservant Hambourg, Kassel, Francfort et Bâle, avec une prolongation ultérieure en direction de Gênes à travers la Suisse.
Sa réalisation est essentiellement accomplie sous le régime nazi. Longeant la frontière française, cette voie était notamment destinée à faciliter les déplacements de troupes et de matériels en cas de conflit avec la France.[réf. nécessaire]